# Welles-Pérennes

Welles-Pérennes este o comună în departamentul Oise, Franța. În 1 ianuarie 2022 avea o populație de 238 de locuitori.